# Martin Glover
Martin „Youth” Glover (ur. 27 grudnia 1960 w Afryce) – brytyjski producent muzyczny oraz współzałożyciel i gitarzysta basowy grupy muzycznej Killing Joke. Wraz z Paulem McCartneyem jest członkiem grupy The Fireman. Jako producent używa również pseudonimu „Orion”.

## Życiorys

### Początki kariery
Jego pierwszy pseudonim, „Pig Youth”, był wzorowany na pseudonimie muzyka reggae – Big Youtha, który w latach 70. był popularny wśród londyńskich grup punkrockowych. W wieku 15 lat został członkiem punkrockowego zespołu The Rage, który występował wraz z The Adverts. W późniejszym okresie dołączył do zespołu 4” Be 2”, stworzonego przez Jimmy’ego Lydona, brata Johna Lyndona. Nagrał wraz z nimi singel "One of the Lads".
Pod koniec 1978 lub na początku 1979 roku dołączył do formującej się grupy Killing Joke. Niedługo po (pierwszym) opuszczeniu Killing Joke, które miało miejsce w 1982 roku założył wraz z Benem Watkinsem (Juno Reactor) i Jimmym Cautym (The KLF, The Orb) grupę Brilliant grającą popowy dub funk. Wydała ona jeden album w 1986 roku, po czym została rozwiązana. 
W 1989 roku założył wraz z Alexem Patersonem (The Orb) wytwórnię WAU! Mr. Modo specjalizującą się początkowo w muzyce acid house. Opublikowane przez nie w początkowych latach działalności duby utworów z gatunku industrial techno, jak i dubów sound systemów takich muzyków jak Napthali, Manasseh, Bim Sherman czy Jah Warrior są niedostępne od lat i osiągają wysokie ceny w obrocie kolekcjonerskim.
Kontynuacją jego powiązań z dubem było zremiksowanie części utworów Bima Shermana w połowie lat 90., na prośbę Adriana Sherwooda, który chciał nagrać nową wersję albumu Miracle. Niedawno Glover wziął udział w nagraniu dubowego albumu Teda Parsonsa/NIC i wzbogacił płytę remiksem zaczynającym się od sampla z piosenki „Version ’78”, która pierwotnie została wydana przez wydawnictwo South East.
Na początku lat 90. Martin Glover założył wraz z Durgą McBroom duet Blue Pearl grający muzykę techno oraz house. Wiele z ich singli osiągnęło sukces, w tym debiutancki „Naked in the Rain”, pierwotnie wydany na niebieskiej płycie winylowej. Osiągnął on 4. pozycję na brytyjskiej liście przebojów singli, jak i 5. miejsce na amerykańskiej liście przebojów dance’owych w 1990 roku. Kolejnymi wydanymi singlami były „Little Brother” i „(Can You) Feel the Passion”.

### Późniejsza kariera
Jego wydawnictwo, Butterfly Records, wyprodukowało albumy takich artystów i grup muzycznych jak Take That, Wet Wet Wet, Tom Jones, The Orb, Maria McKee czy też Heather Nova. Youth był współproducentem albumu Urban Hymns zespołu The Verve oraz Are You Listening? autorstwa Dolores O’Riordan. 
Był również producentem oraz tworzył remiksy dla innych grup muzycznych, w tym Primal Scream, The Cult, Embrace, Siouxsie and the Banshees, The Art of Noise, Crowded House, Zoé, P.M. Dawn, Yazoo, Erasure, U2, Bananarama, INXS, James, Suns of Arqa, Wet Wet Wet, Depeche Mode, The Shamen, Misery Loves Co., Texas, Dido, Dolores O’Riordan, Gravity Kills oraz Fake?.
Youth jest założycielem Dragonfly Records – pierwszej wytwórni płytowej zajmującej się muzyką psychedelic trance. Założył on również inne wydawnictwa jak Liquid Sound Design oraz Kamaflage Records, działające w strukturze Dragonfly Records. Martin Glover jest dobrze znaną postacią sceny psytrance’owej i współpracował z takimi artystami jak Celtic Cross z Simonem Posfordem oraz Saulem Daviesem, Dub Trees z Gregiem Hunterem i Simonem Posfordem czy Zodiac Youth.
Glover grał zarówno full-ony (forma muzyczna w psytrance) jak i sety DJ-skie w stylu chillout na wielu imprezach Return to the Source. Był twórcą albumu z remiksami Ambient Meditations 3, który został wydany przez jego wytwórnię w roku 2000. Jego studio, Butterfly Studios, służyło jako biuro dla Return to the Source w latach ok. 1999–2002.
Jest rozpoznawany jako basista Killing Joke. Współpracował również z Duran Duran w pierwszych etapach nagrywania zaginionego albumu Reportage w ok. 2005 roku.
Jest członkiem grupy Transmission, w której występuje wraz z Simonem Tongiem z The Verve, Paulem Fergusonem z Killing Joke oraz Timem Branem z Dreadzone. Youth zagrał partie gitarowe w kilku utworach grupy Client na jej albumie z roku 2007 – Heartland. W 2008 roku wyprodukował album grupy Delays (Everything’s the Rush) oraz The Futureheads (This Is Not the World).
W połowie 2010 roku rozpoczął współpracę z Aleksem Patersonem z The Orb, której wynikiem był album kompilacyjny zawierający utwory wydane przez WAU! Mr Modo. Został on nazwany Impossible Oddities i wydany 25 października 2010 przez Year Zero zarówno jako płyta kompaktowa jak i podwójna płyta winylowa.
Glover był współproducentem wydanej w listopadzie 2014 płyty The Endless River zespołu Pink Floyd.

### Nagrody
27 października 2012 na festiwalu Soundedit w Łodzi odebrał nagrodę „Człowiek ze Złotym Uchem” za „wizjonerstwo i pionierskie rozwiązania w dziedzinie produkcji muzycznej”.
1 grudnia 2015 brytyjska Music Producers Guild (MPG) ogłosiła przyznanie Youthowi nagrody w uznaniu za szczególne dokonania dla muzyki brytyjskiej (Award for Outstanding Contribution to UK Music). Uroczystość rozdania nagród, MPG’s 2016 Awards Ceremony, odbyła się 3 lutego 2016 w Londynie.
W 2021 roku otrzymał Nagrodę Grammy w kategorii „Najlepszy album reggae roku 2020” („Best Reggae Album – 2020”) jako producent Got to Be Tough zespołu Toots and the Maytals.